# Federico de Onís
Federico de Onís (* 20. Dezember 1885 in Salamanca; †  14. Oktober 1966 in San Juan (Puerto Rico)) war ein spanischer Romanist und Hispanist, der vor allem in Amerika wirkte.

## Leben
Federico de Onís Sánchez studierte in Salamanca und Madrid. E war von 1916 bis 1954 Professor für Spanisch an der Columbia University in New York. Im Jahr 1920 gründete er dort das Instituto de las Españas (später Hispanic Institute) und 1934 die Zeitschrift Boletín del Instituto de las Españas (später Revista Hispánica Moderna). Daneben lehrte er an der Universität von Puerto Rico, wo das Seminario de Estudios Hispánicos Federico de Onís seinen Namen trägt.

## Werke
- (Hrsg.) Diego de Torres Villarroel, Vida, Madrid 1912, 1941, 1954, 1964, 1971
- (Hrsg.) Fray Luis de León, De los nombres de Cristo, 3 Bde., Madrid 1914–1922
- (Hrsg. mit Américo Castro) Fueros leoneses de Zamora, Salamanca, Ledesma y Alba de Tormes I, Textos, Madrid 1916
- Jacinto Benavente. Estudio literario, New York 1917
- (Hrsg.) Antología de la poesía española e hispanoamericana (1882–1932), Madrid 1934, New York 1961
- (Hrsg.) El ingenioso hidalgo Don Quijote de la Mancha, Buenos Aires/New York 1948
- (Hrsg.) Miguel de Unamuno, Cancionero. Diario poético, Buenos Aires 1953
- España en América. Estudios, ensayos y discursos sobre temas españoles e hispanoamericanos, Puerto Rico 1955, 1968
- (Hrsg.) Anthologie de la poésie ibéro-américaine, Paris 1956
- (Hrsg.) Evaristo Ribera Chevremont, Antología Poética 1924–1950, San Juan 1957
- Luis Palés Matos. Vida y obra. Bibliografía. Antología, Santa Clara 1959
- Unamuno en su Salamanca. Cartas y recuerdos, Salamanca 1986